# Prowincja Phichit
Phichit (taj. พิจิตร) – jedna z prowincji (changwat) Tajlandii. Sąsiaduje z prowincjami Phitsanulok, Phetchabun, Nakhon Sawan i Kamphaeng Phet.